# Le Chant des chemins de fer
Le Chant des chemins de fer est une cantate d’Hector Berlioz pour ténor solo, chœur et orchestre composée en juin 1846 sur des paroles de Jules Janin et créée le 14 juin 1846 pour l’inauguration de la gare de Lille.

## Circonstances de la composition
L’œuvre est une commande de la ville de Lille. D’après sa correspondance, Berlioz l’aurait composée dans l’urgence en trois nuits, interrompant l’écriture de La Damnation de Faust.
Berlioz qui a voyagé dans le train inaugural a passé huit jours à Lille et dirigé le Chant des chemins de fer et à la même occasion le final de sa Symphonie funèbre et triomphale à la tête d’un orchestre militaire de 150 instrumentistes à vent et de chanteurs du conservatoire de Lille.
Berlioz avait accepté que l’accord final soit ponctué d’une canonnade qui n'a pu avoir lieu.

## Paroles
Le texte est de Jules Janin, ami de Berlioz et saint-simonien. Berlioz se serait enthousiasmé à cette époque pour le saint-simonisme.
C’est le grand jour, le jour de fête,

Jour du triomphe et des lauriers.

Pour vous, ouvriers,

La couronne est prête.

Soldats de la paix,

C’est votre victoire ;

C’est à vous la gloire

De tant de bienfaits.

Les cloches sonnent dès l’aurore,

Et le canon répond sur les remparts.

Sous l’oriflamme tricolore

Le peuple accourt de toutes parts.

Que de montagnes effacées !

Que de rivières traversées !

Travail humain, fécondante sueur !

Quels prodiges et quel labeur !

Les vieillards, devant ce spectacle,

En souriant descendront au tombeau,

Car à leurs enfants ce miracle

Fait l’avenir plus grand, plus beau.

Les merveilles de l’industrie

Nous, les témoins, il faut chanter

La paix ! Le Roi ! L’ouvrier ! La patrie !

Et le commerce et ses bienfaits !

Que dans les campagnes si belles

Par l’amitié les peuples plus heureux

Élèvent leurs voix solennelles

Jusqu’à Dieu caché dans les cieux !

## Musique
La musique est nerveuse et vigoureuse, l’orchestration bondissante. La cantate comporte aussi une prière andante religioso.
On peut trouver l’ensemble grandiloquent et lourd. L’exécution des trois couplets et refrain dure environ 9 minutes.

## Postérité
L’œuvre a été incorporée avec d’autres compositions dans les Feuillets d'album, comme opus 19 no 3. Elle est assez rarement jouée. Une des exécutions est celle de l’orchestre symphonique de la SNCF avec les chœurs de l’Oratoire à l’occasion d’un Congrès de l'Association internationale du congrès des chemins de fer (AICCF) en 1966.
L’œuvre a été jouée lors de l'inauguration de Lille 2004 capitale Européenne de la Culture.